# Dekanat Landsberg

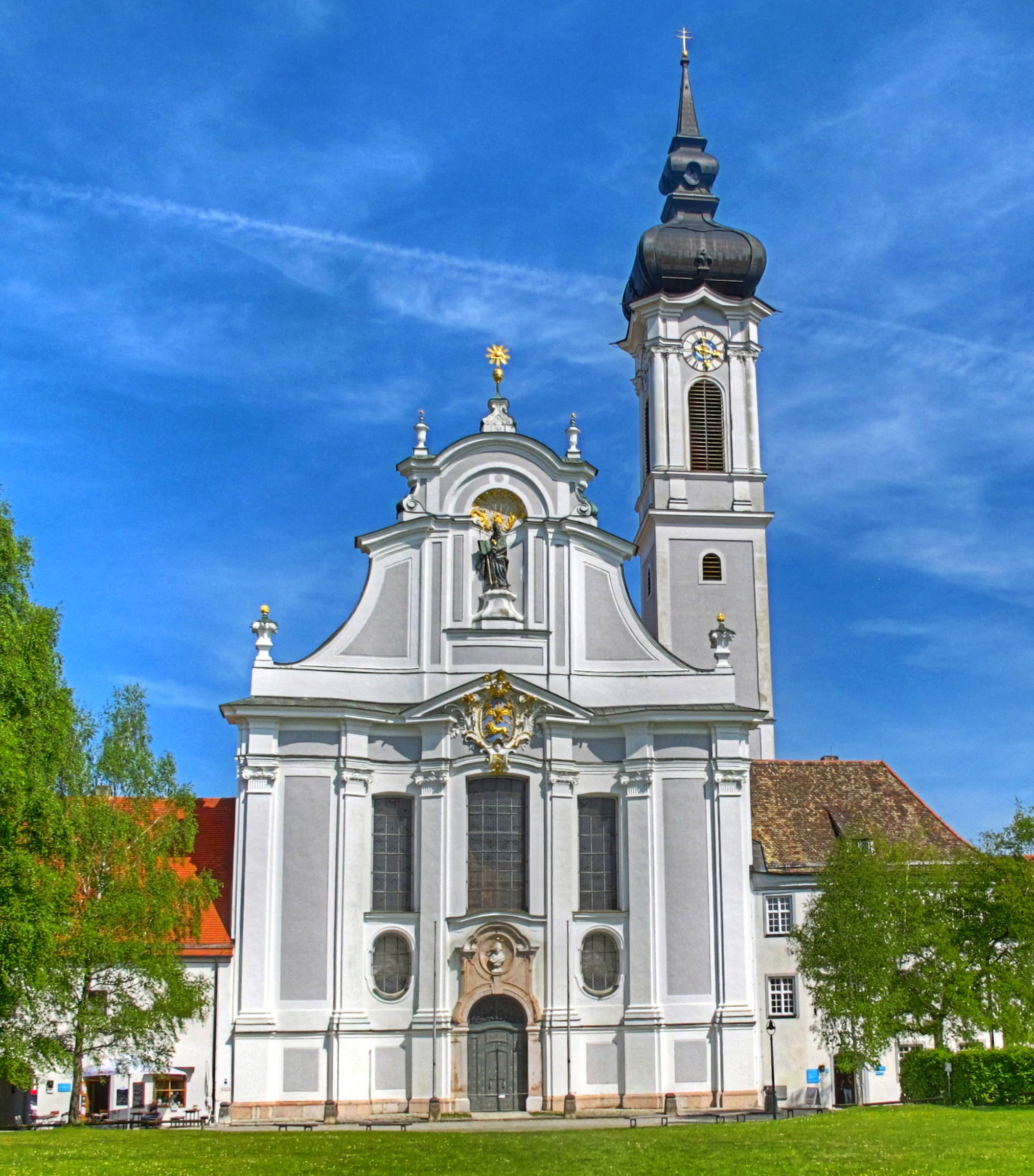
Marienmünster Dießen

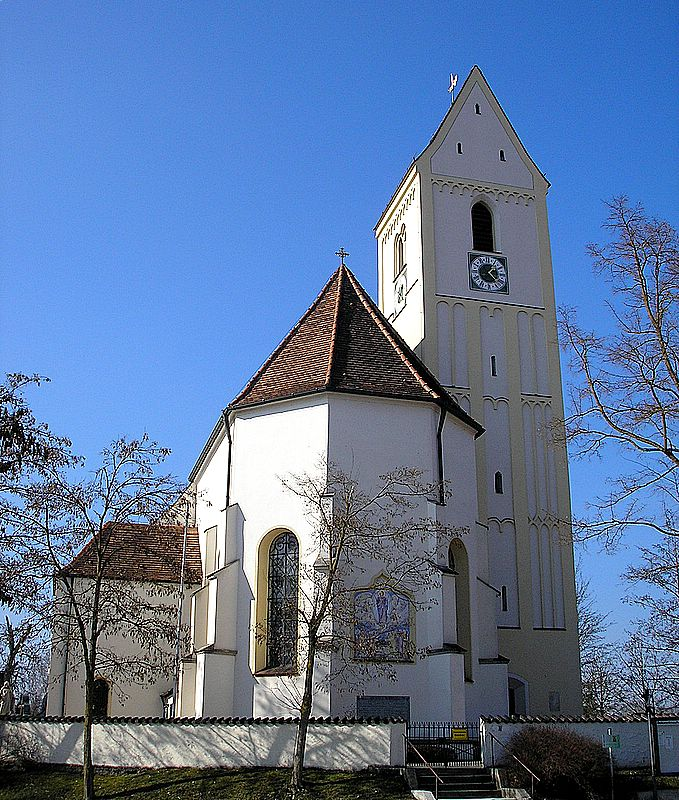
Klosterkirche Mariä Himmelfahrt Türkenfeld

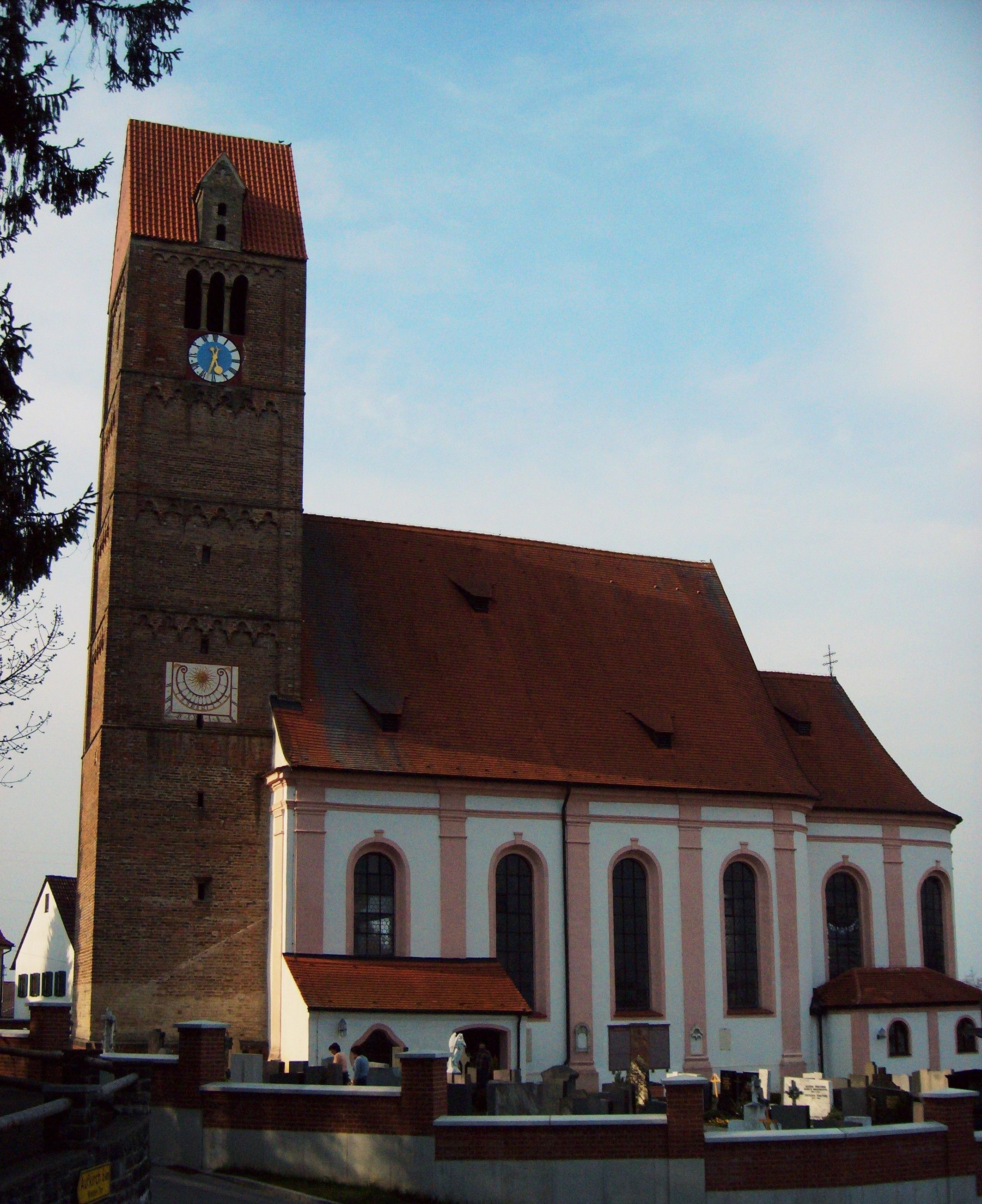
Pfarrkirche Mariä Verkündigung Leeder

Das Dekanat Landsberg ist eines von 23 Dekanaten des römisch-katholischen Bistums Augsburg mit Sitz in Fuchstal.
Das Dekanat entstand im Zuge der Bistumsreform vom 1. Dezember 2012 durch die Zusammenlegung der früheren Dekanate Landsberg und Dießen.

## Gliederung
- Dießen

Dettenschwang „St. Nikolaus“,
Dettenhofen „St. Martin“,
Obermühlhausen „St. Peter und Paul“,
Dießen „Mariä Himmelfahrt“,
Dießen „St. Georg“,
Dießen „St. Johann“,
Riederau „St. Petrus Canisius“;
- Egling

Dünzelbach „St. Nikolaus“,
Zell „St. Sebastian“,
Egling „St. Vitus“,
Heinrichshofen „St. Andreas“,
Prittriching „St. Peter und Paul“,
Scheuring „St. Martin“,
Winkl „St. Peter und Paul“;
- Geltendorf

Geltendorf „Zu den Hl. Engeln“,
Kaltenberg „St. Elisabeth“;
Hausen „St. Nikolaus“,
Walleshausen „Mariä Himmelfahrt“,
Schwabhausen „Heilig Kreuz“,
Eresing (St. Ottilien) „St. Ulrich“,
Pflaumdorf „St. Georg“;
- Türkenfeld/Moorenweis

Moorenweis „St. Sixtus“,
Eismerszell „St. Georg“,
Purk „Heilig Kreuz“,
Steinbach „St. Bartholomäus“,
Türkenfeld „Mariä Himmelfahrt“,
Zankenhausen „St. Johannes Baptist“;
- Penzing/Weil

Beuerbach „St. Benedikt“,
Geretshausen „St. Johannes Baptist“
Pestenacker „St. Ulrich“,
Petzenhausen „St. Peter und Paul“,
Weil „St. Mauritius“,
Oberbergen „St. Magnus“,
Ramsach „St. Pankratius“,
Penzing „St. Martin“,
Schwifting „St. Pankratius“;
- Utting

Schondorf „Heilig Kreuz“,
Schondorf „St. Anna“,
Utting „Mariä Heimsuchung“;
Utting „St. Leonhard“;
Holzhausen am Ammersee „St. Ulrich“
- Windach

Eching „St. Peter und Paul“,
Greifenberg „Maria Immaculata“,
Entraching „St. Jakobus maj.“,
Oberfinning „Heilig Kreuz“,
Schöffelding „St. Urban“,
Unterfinning „Mariä Schmerzen“,
Windach „Mariä Heimsuchung“,
Windach „St. Peter und Paul“,
Hechenwang „St. Martin“;
- Fuchstal

Asch „St. Johannes Baptist“,
Seestall „St. Nikolaus“,
Denklingen „St. Michael“,
Leeder „Mariä Verkündigung“,
Oberdießen „St. Rupert“,
Unterdießen „St. Nikolaus“,
Ellighofen „St. Stephan“;
- Igling

Erpfting „St. Michael“,
Holzhausen „St. Johannes Baptist“,
Hurlach „St. Laurentius“,
Oberigling „St. Peter u. Paul“,
Unterigling „St. Johannes Baptist“;
- Lechrain

Apfeldorf „Heilig Geist“,
Epfach „St. Bartholomäus“,
Kinsau „St. Matthäus“,
Ludenhausen „St. Peter und Paul“,
Reichling „St. Nikolaus“,
Rott „Hl. Familie“,
Birkland „St. Anna“,
Wessobrunn St. Johannes Baptist;
- Kaufering

Kaufering „Mariä Himmelfahrt“,
Epfenhausen „Mariä Himmelfahrt“,
Kaufering „St. Johannes Baptist“,
Untermühlhausen „St. Benedikt“;
- Landsberg

Landsberg „Mariä Himmelfahrt“,
Reisch „Mariä Himmelfahrt“,
Landsberg „Zu den Hl. Engeln“,
Pitzling „St. Johannes Baptist“;
- Vilgertshofen/Stoffen

Hagenheim „Maria Rosenkranzkönigin“,
Hofstetten „St. Michael“,
Pürgen „St. Georg“,
Stadl „St. Johannes Baptist“,
Mundraching „St. Vitus“,
Pflugdorf „St. Lorenz“,
Vilgertshofen „Zur Schmerzhaften Muttergottes“,
Stoffen „Mariä Heimsuchung“,
Lengenfeld „St. Nikolaus“,
Ummendorf „St. Michael“,
Thaining „St. Martin“,
Issing „St. Margaretha“;